# Jesús Ávila de Grado
Jesús Ávila (Madrid, 25 de diciembre de 1945) es un bioquímico español. Neurocientífico del Consejo Superior de Investigaciones Científicas (CSIC).

## Biografía

### Formación académica
Licenciado en Ciencias Químicas por la Universidad Complutense de Madrid en 1967. Posteriormente realizó la tesis doctoral en el laboratorio de Margarita Salas en el Centro de Biología Molecular Severo Ochoa, en Madrid (tesis: Estructura y regulación de la RNA polimerasa de Bacillus Subtilis). Tras terminar el doctorado realizó una estancia postdoctoral en el National Institutes of Health (Estados Unidos) (NIH), Maryland, Estados Unidos. De regreso, se incorporó como investigador en el Centro de Biología Molecular Severo Ochoa (CSIC-UAM) de Madrid, centro del que ha sido su director en dos ocasiones. Fue director científico del Centro de Investigación Biomédica en Red sobre Enfermedades Neurodegenerativas (CIBERNED), de la Fundación Centro de Investigación de Enfermedades Neurológicas (CIEN), y del Centro de Investigación de Enfermedades Neurológicas. Es profesor vinculado “ad honorem” del Consejo Superior de Investigaciones Científicas (CSIC).

### Actividad científica
El profesor Jesús Ávila lleva más de cuarenta años trabajando sobre la enfermedad de Alzheimer, fundamentalmente sobre la proteína tau, el componente de los ovillos neurofibrilares, presentes en los pacientes, ovillos que han sido relacionados con la demencia. Ha publicado más de quinientos artículos, la mayoría de ellos relacionados con la enfermedad de Alzheimer. Entre sus observaciones sobre tau, ha descrito que:
- Tau, una proteína asociada a los microtúbulos, se une al extremo C-terminal de tubulina, el principal componente de los microtúbulos.
- Tau, y solo tau purificado, es capaz de formar filamentos in vitro igual que los que se encuentran en los pacientes de Alzheimer.
- La polimerización de tau se facilita en presencia de heparina y otros polianiones.
- Una gran proporción de la fosforilación in vivo de tau es dependiente de la quinasa GSK3.
- Tau extracelular es tóxico para las neuronas, tras interaccionar con receptores muscarínicos M1 y M3.

Ha participado en tareas de evaluación para instituciones españolas y fuera de nuestro país, y ha organizado algunos congresos internacionales en España.

## Premios y reconocimientos
Jesús Ávila ha sido y es miembro de los comités editoriales de algunas revistas de su campo y su labor científica está recogida en numerosas publicaciones internacionales. Ha sido presidente de la Sociedad Española de Bioquímica y Biología Molecular y es miembro por elección de la Academia Europaea, EMBO, AAAS Science Fellow y tiene la medalla número 46 de la Real Academia de Ciencias Exactas, Físicas y Naturales de España. 
Ávila ha recibido numerosos premios y distinciones a su labor científica entre los que destacan:
- Premio Lilly de Investigación (2002),[10]
- Premio de la Comunidad de Madrid
- Premio Nacional de Investigación Santiago Ramón y Cajal (2004).[11]

## Algunas publicaciones
- Ávila J, Hermoso JM, Viñuela E, Salas M. Subunit composition of B. subtilis RNA polymerase. Nature. 1970;226(252):1244-5.
- Wiche G, Corces VG, Ávila J. Preferential binding of hog brain microtubule-associated proteins to mouse satellite versus bulk DNA preparations. Nature. 1978;273(5661):403-5.
- Serrano L, de la Torre J, Maccioni RB, Ávila J. Involvement of the carboxyl-terminal domain of tubulin in the regulation of its assembly. Proc Natl Acad Sci U S A. 1984;81(19):5989-93.
- Ripoll P, Pimpinelli S, Valdivia MM, Ávila J. A cell division mutant of Drosophila with a functionally abnormal spindle. Cell. 1985;41(3):907-12.
- Hargreaves AJ, Wandosell F, Ávila J. Phosphorylation of tubulin enhances its interaction with membranes. Nature. 1986;323(6091):827-8.
- Serrano L, Valencia A, Caballero R, Ávila J. Localization of the high affinity calcium-binding site on tubulin molecule. J Biol Chem. 1986;261(15):7076-81.
- Serrano L, Díaz-Nido J, Wandosell F, Ávila J. Tubulin phosphorylation by casein kinase II is similar to that found in vivo. J Cell Biol. 1987;105(4):1731-9.
- Montejo de Garcini E, Carrascosa JL, Correas I, Nieto A, Ávila J. Tau factor polymers are similar to paired helical filaments of Alzheimer's disease. FEBS Lett. 1988;236(1):150-4.
- García de Ancos J, Correas I, Ávila J. Differences in microtubule binding and self-association abilities of bovine brain tau isoforms. J Biol Chem. 1993;268(11):7976-82.
- Pérez M, Valpuesta JM, Medina M, Montejo de Garcini E, Ávila J. Polymerization of tau into filaments in the presence of heparin: the minimal sequence required for tau-tau interaction. J Neurochem. 1996;67(3):1183-90.
- Pérez M, Valpuesta JM, Montejo de Garcini E, Quintana C, Arrasate M, López Carrascosa JL, et al. Ferritin is associated with the aberrant tau filaments present in progressive supranuclear palsy. Am J Pathol. 1998;152(6):1531-9.
- Ramón-Cueto A, Cordero MI, Santos-Benito FF, Ávila J. Functional recovery of paraplegic rats and motor axon regeneration in their spinal cords by olfactory ensheathing glia. Neuron. 2000;25(2):425-35.
- Lucas JJ, Hernández F, Gómez-Ramos P, Morán MA, Hen R, Ávila J. Decreased nuclear beta-catenin, tau hyperphosphorylation and neurodegeneration in GSK-3beta conditional transgenic mice. Embo J. 2001;20(1-2):27-39.
- Perry G, Ávila J, Espey MG, Wink DA, Atwood CS, Smith MA. Biochemistry of neurodegeneration. Science. 2001;291(5504):595-7.
- Bhat R, Xue Y, Berg S, Hellberg S, Ormo M, Nilsson Y, et al. Structural insights and biological effects of glycogen synthase kinase 3-specific inhibitor AR-A014418. J Biol Chem. 2003;278(46):45937-45.
- Ávila J, Díaz-Nido J. Tangling with hypothermia. Nat Med. 2004;10(5):460-1.
- Ávila J, Lucas JJ, Pérez M, Hernández F. Role of tau protein in both physiological and pathological conditions. Physiol Rev. 2004;84(2):361-84.
- Hernández F, Pérez M, Lucas JJ, Mata AM, Bhat R, Ávila J. Glycogen synthase kinase-3 plays a crucial role in tau exon 10 splicing and intranuclear distribution of SC35. Implications for Alzheimer's disease. J Biol Chem. 2004;279(5):3801-6.
- Gómez-Ramos A, Díaz-Hernández M, Cuadros R, Hernández F, Ávila J. Extracellular tau is toxic to neuronal cells. FEBS Lett. 2006;580(20):4842-50.
- Gómez-Ramos A, Díaz-Hernández M, Rubio A, Miras-Portugal MT, Ávila J. Extracellular tau promotes intracellular calcium increase through M1 and M3 muscarinic receptors in neuronal cells. Mol Cell Neurosci. 2008;37(4):673-81.
- Ávila J. Alzheimer disease: Caspases first. Nat Rev Neurol. 2010;6(11):587-8.
- Ávila J. Neurodegeneration: searching for common mechanisms. Nature Medicine. 2010;16(12):4.
- Llorens-Martín M, Fuster-Matanzo A, Teixeira CM, Jurado-Arjona J, Ulloa F, de Felipe J, et al. GSK-3beta overexpression causes reversible alterations on postsynaptic densities and dendritic morphology of hippocampal granule neurons in vivo. Mol Psychiatry. 2013;18(4):451-60.
- Pallas-Bazarra N, Jurado-Arjona J, Navarrete M, Esteban JA, Hernández F, Ávila J, et al. Novel function of Tau in regulating the effects of external stimuli on adult hippocampal neurogenesis. EMBO J. 2016;35(13):1417-36.
- Gómez-Ramos A, Picher AJ, García E, Garrido P, Hernández F, Soriano E, et al. Validation of Suspected Somatic Single Nucleotide Variations in the Brain of Alzheimer's Disease Patients. J Alzheimers Dis. 2017.